# یومی

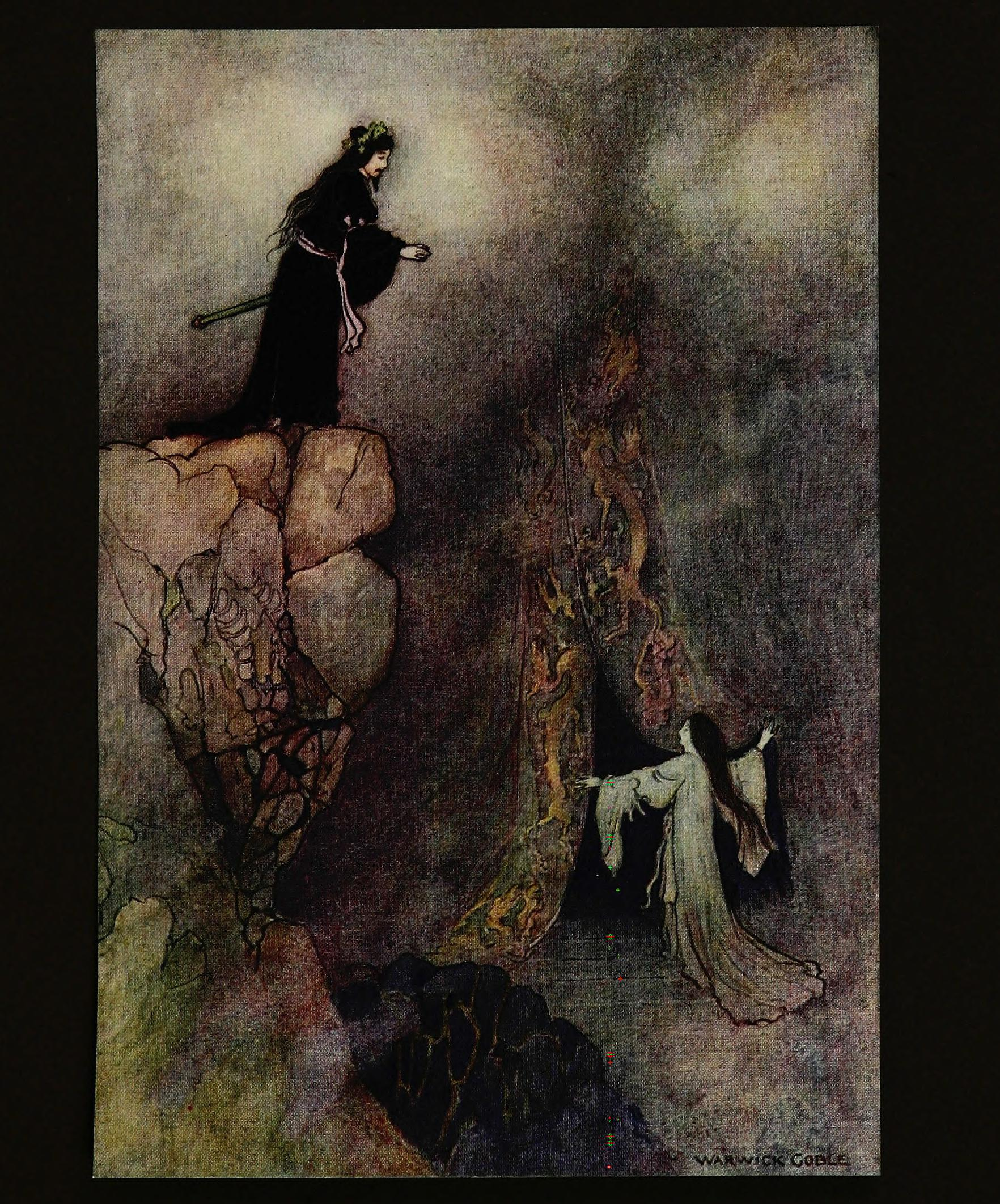
عیات تصویر

یومی (به ژاپنی: Yomi، 黄泉) واژه‌ای ژاپنی است به معنای "دنیای زیرین" یا "دنیای مردگان" که موجوداتی وحشت‌انگیز و جهنمی از آن نگهبانی می‌کنند. بر اساس اسطوره‌شناسی آئین شینتو که در کتاب کوجیکی آمده است، یومی اقامتگاه ابدی مردگان است. هنگامی که کسی از اجاق جهان مردگان تناول کرد، بازگشتش به دنیای زندگان غیرممکن می‌شود. بر اساس افسانه‌های ژاپنی، یومی در زیر خاک این جهان قرار گرفته است.